# Dziewczęta Harveya
Dziewczęta Harveya – amerykański musical z 1946 roku na podstawie powieści Samuela Hopkinsa Adamsa.

## Obsada
- Judy Garland jako Susan Bradley
- John Hodiak jako Ned Trent
- Ray Bolger jako Chris Maule
- Angela Lansbury jako Em
- Preston Foster jako sędzia Sam Purvis
- Virginia O’Brien jako Alma
- Kenny Baker jako Terry O’Halloran
- Marjorie Main jako Sonora Cassidy
- Chill Wills jako H.H. Hartsey
- Selena Royle jako Miss Bliss
- Cyd Charisse jako Deborah Andrews
- Ruth Brady jako Ethel
- Jack Lambert jako Marty Peters
- Edward Earle jako Jed Adams
- Morris Ankrum jako Rev. Claggett
- Stephen McNally jako „Goldust” McClean